# Laochi
Laochi (kinesiska: 老池乡, 老池) är en socken i Kina. Den ligger i provinsen Sichuan, i den sydvästra delen av landet, omkring 160 kilometer öster om provinshuvudstaden Chengdu. Antalet invånare är 26 988. Befolkningen består av 13 221 kvinnor och 13 767 män. Barn under 15 år utgör 19,0 %, vuxna 15-64 år 68 %, och äldre över 65 år 11,0 %.
Genomsnittlig årsnederbörd är 1 374 millimeter. Den regnigaste månaden är juli, med i genomsnitt 247 mm nederbörd, och den torraste är december, med 9 mm nederbörd.